# Carl Schmitt

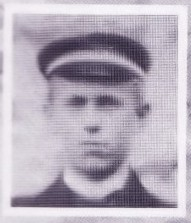
Carl Schmitt (1904)

Carl Schmitt, född 11 juli 1888 i Plettenberg i provinsen Westfalen i Tyskland, död 7 april 1985 i Plettenberg i Västtyskland, var en tysk rättsfilosof, politisk teoretiker och katolsk filosof, som skrev inflytelserika texter om suveränitet, undantagstillstånd, diktatur och begreppet politik.
Schmitt tillhörde ursprungligen de konservativa revolutionärerna som angrep liberalismen. Samma år som han utnämndes till professor vid universitetet i Berlin, år 1933, trädde han in i Nationalsocialistiska tyska arbetarepartiet (NSDAP) där han förblev medlem fram till andra världskrigets slut 1945. Schmitts teorier har på senare tid återuppmärksammats av politiska tänkare som Chantal Mouffe och Giorgio Agamben.

## Liv och uppväxt
Carl Schmitt växte upp i en katolsk arbetarfamilj i den huvudsakligen protestantiska staden Plettenberg i Westfalen. Vid universiteten i Berlin, München och Strassburg utbildade han sig till jurist. Han avlade doktorsexamen vid universitet i Strassburg 1910. Till skillnad från många andra högerradikaler tillbringade Schmitt tiden runt första världskriget vid hemmafronten och undervisade främst på universitet. Schmitt fick dock en krigsplacering i München, där han 1919 bevittnade den revolution som slogs ner av frikårerna. Under denna period lärde han känna bland andra sociologen Max Weber. År 1930 sökte sig Schmitt närmare den nationella högern, vilket ledde till en brytning med många av hans tidigare (bland annat judiska) vänner. Under denna tid umgicks han med bland andra Ernst Jünger. År 1933 gick Schmitt med i det Nationalsocialistiska tyska arbetarepartiet (NSDAP), ett parti som han bara några år tidigare hade varit kritisk mot.

## Kris, undantag och suveränitet
Det demokratiska samhället var enligt Schmitt inte mycket mer än en fasad, menat att dölja den suveräna makten. Schmitts teori gick ut på att suveräniteten enklast tydliggjordes vid krislägen, då aktörer inom staten agerar utan direkt konstitutionellt stöd genom att hänvisa till ett undantagstillstånd. Enligt denna modell menade Schmitt att "suverän är den som bestämmer över undantaget". Lika mycket som den suveräna utnyttjar undantaget är det den suveräna som definierar själva undantaget kring vilken makten legitimeras. Dessa teorier har återupplivats av bland andra statsvetaren Chantal Mouffe, som applicerar Schmitts teorier om suveränitet på sina analyser om exempelvis kriget mot terrorismen.

## Politisk eftermäle
Carl Schmitt inflytande som filosof har varit betydande inom högerradikala-, nya höger- och nyfascistiskas kretsar. I början av 2000-talet började också ett antal filosofer och statsvetare på vänsterkanten som Wendy Brown, Giorgio Agamben och Chantal Mouffe att hänvisa till Carl Schmitt.